# Карлуш ду Карму
Карлуш ду Карму де Ашсенсан де Алмейда (порт. Carlos do Carmo da Ascensão de Almeida; 21 грудня 1939, Лісабон — 1 січня 2021, там само) — португальський співак у жанрі фаду.

## Життєпис
Народився у Лісабоні в родині книготорговця Алфреду де Алмейди (в майбутньому власника Дому фаду) та виконавиці фаду Лусилії ду Карму. Провів дитинство в районі Біка.
Навчався у ліцеї імені Пасуша Мануэла. У віці 15 років переїхав до Швейцарії, де протягом трьох років навчався в школі-інтернаті Institut auf dem Rosenberg, а пізніше у Женеві вивчав готельну справу. 
1962 року в зв'язку зі смертю батька почав керувати Домом фаду. Із цим пов'язаний початок його музичної кар'єри. 1964 року він записав пісню «Loucura» (пізніше співак зізнавався, що вибрав саме цю пісню як єдину у жанрі фаду, текст якої він на той час знав). 
1964 року одружився з Марією Жудіте де Соуза Леал. В них народилися троє дітей: Сила, Бекаш та Жил.
Із 1972 року вів телепередачу «Convívio Musical». 1976 року був єдиним в Португалії участником відбору на пісенный конкурс «Євробачення». Під час відбору він виконав вісім пісень, серед яких найбільшу кількість голосів набрала «Uma Flor de Verde Pinho» на вірші Мануела Алегре і музику Жозе Нізи.
З 1970-х років Карлуш ду Карму почав гастролювати за кордоном: в Анголі, США, Канаді, Бразилії. 11 и 12 жовтня 1980 року виступив у концертному залі «Олімпія» в Парижі, а 1982 року  — в концертному залі «Стара опера» у Франкфурті-на-Майні (запис вступу було видано на диску).
У 1997—1998 роках вів музичну телепередачу «Carlos do Carmo».
7 лютого 2019 року оголосив про завершення кар'єри. У жовтні — листопаді того ж року відбулися три його прощальних концерти.
Карлуш ду Карму помер 1 січня 2021 року у 81-річному віці від аневризми в лісабонськой лікарні Санта-Марія. Похований на кладовищі Празереш.

## Нагороди та відзнаки
4 вересня 1997 року президент Португалії Жорже Сампаю присвоїв Карлушу ду Карму звання командора Ордену інфанта Енріке.
2008 року в Іспанії спільно з поетом Фернанду Пінту де Амаралом Карлуш ду Карму отримав премію Гойя за найкращу пісню, за «Fado da Saudade», яка прозвучала у фильмі «Фаду» (2007) Карлоса Саури.
2014 року Карлуш ду Карму став другим (після оперної співачки Елізабете Матуш) португальцем — лауреатом премії «Латиноамериканські Ґреммі».
28 листопада 2016 року президент Португалії Марселу Ребелу де Соза оголосив про присвоєння Карлушу ду Карму звання великого офіцера Ордену Заслуг. Нагородження відбулося 3 грудня того ж року.

## Дискографія

### Сингли тамініальбоми
- Mário Simões e o seu Quarteto apresentando Carlos do Carmo (1963)
- Carlos do Carmo com Orquestra de Joaquim Luiz Gomes (1964)
- Mais Fados por Carlos do Carmo (1965)
- Fados do Meu Coração - Carlos do Carmo com a Orquestra de Joaquim Luís Gomes (1965)
- Fado Razão da Minha Vida - Carlos do Carmo e a Guitarra de Jaime Santos (1965)
- Carlos do Carmo (1967)
- Carlos do Carmo em Paris (1967)
- Carlos do Carmo canta Fado (1970)
- Carlos do Carmo no Curto Circuito (1970)
- Carlos do Carmo (1972)
- Por Morrer Uma Andorinha (1973)
- Carlos do Carmo (1973)
- Partir é Morrer um Pouco (1973)
- Carlos do Carmo (1973)
- Gaivota (1973)
- Não se Morre de Saudade (1973)
- Vim Para o Fado (1973)
- Something / Love Story (1973)
- Pomba Branca (1974)
- A Voz Que Eu Tenho (1975)
- Have a Smile on Your Face (1976)
- Have a Smile on Your Face (1976)
- Lisboa Menina e Moça (1976)
- O Que Sobrou de Um Queixume (1976)
- Carlos do Carmo e Don Byas (1976)
- Os Putos (1978)
- O Fado dos Cheirinhos (1979)
- Retalhos/Raiz (1980)
- Saudade de Elis (1980)

### Альбоми
- O Fado de Carlos do Carmo (1969)
- O Fado Em Duas Gerações (з Лусилією ду Карму, 1969)
- Carlos do Carmo (1970)
- Carlos do Carmo com a Orquestra de Jorge Costa Pinto (1972)
- Êxitos (1973)
- Por Morrer Uma Andorinha (1973)
- Fado Lisboa – An Evening At The “Faia” (з Лусилією ду Карму, 1974)
- Carlos do Carmo (1975)
- Uma Canção Para a Europa (1976)
- Um Homem na Cidade (1977)
- Carlos do Carmo com Guitarras (1978)
- Dez Fados Vividos (1978)
- Álbum (1980)
- Ao vivo no Olympia / Live at the Olympia / En Public a l’Olympia (1980)
- Um Homem no País (1983)
- Live Alte Oper Frankfurt (1983)
- Mais do que amor é amar (1986)
- Em Concerto (1987)
- Ao Vivo no Canecão (1988)
- Que se fez Homem de Cantar (1990)
- Margens (1996)
- Ao Vivo No CCB: Os Sucessos de 35 Anos de Carreira (1999)
- Nove Fados e uma Canção de Amor (2002)
- Ao Vivo no Coliseu dos Recreios de Lisboa (2004)
- Ao Vivo no Casino (з Марізою, 2004)
- Montepio Geral apresenta Orquestra Metropolitana de Lisboa e Carlos do Carmo (2005)
- À Noite (2007)
- Carlos do Carmo & Bernardo Sassetti (з Бернардо Сассетті, 2010)
- Ao Vivo no Casino do Estoril (2010)
- Maria João Pires/ Carlos do Carmo (з Марією Жуан Піреш, 2012)
- Ao Vivo nas Salas Míticas (2012)

### Антології
- O Maior Intérprete da Música Portuguesa (1979)
- A Arte e a Música de Carlos do Carmo (1982)
- A Touch Of Class (1985)
- O Melhor de Carlos do Carmo (1993)
- O Melhor dos Melhores, Carlos do Carmo (1994)
- Os Azulejos, O Fado e a Guitarra Portuguesa (2002)
- Do Tempo do Vinil (2003)
- O Fado do Público: Carlos do Carmo (2004)
- 40 Anos de Carreira (2005)
- Fado Maestro (2008)
- Voz Marinheira, Carlos do Carmo (2008)
- 100 Canções, 1 Vida (2010)